# Wydział Inżynierii Systemów Technicznych Politechniki Opolskiej
Wydział Inżynierii Systemów Technicznych Politechniki Opolskiej (WIST PO) – dawny, zamiejscowy wydział Politechniki Opolskiej, który działał w latach 2016-2020 w Kędzierzynie-Koźlu. Kształcił studentów na dwóch podstawowych kierunkach zaliczanych do nauk technicznych: systemy biotechniczne i przemysłowe technologie informatyczne wyłącznie na studiach dziennych. Nauka trwała 4 lata i kończyła się uzyskaniem tytułu zawodowego inżyniera. Pierwsi studenci rozpoczęli naukę w roku akademickim 2016/2017. Docelowo w Kędzierzynie-Koźlu miało się kształcić nawet kilkuset studentów. W powstaniu nowego wydziału mieli udział m.in. reprezentanci miejscowego biznesu. Przedstawiciele firmy "Famet" i stoczni "Damen Shipyard Polska" postulowali uruchomienie wydziału mechanicznego, związanego z budową maszyn. Z kolei firmy chemiczne chciały stawiać właśnie na tę branżę. Według rozeznania uczelni wybrane przez władze politechniki kierunki dawały największe szanse na pracę po studiach. Koordynatorem nowej placówki dydaktyczno-naukowej politechniki została dr hab. inż. Katarzyna Szwedziak.  
Swoją siedzibę wydział miał w budynku po Publicznej Szkole Podstawowej nr 14 przy ul. Kozielskiej na osiedlu Pogorzelec w Kędzierzynie-Koźlu. Powstanie pierwszego w dziejach Politechniki Opolskiej wydziału zamiejscowego zapoczątkowało porozumienie zawarte między prezydent miasta Sabiną Nowosielską a rektorem politechniki prof. dr hab. inż. Markiem Tukiendorfem.
Z dniem 31 sierpnia 2020 roku Wydział Inżynierii Systemów Technicznych Politechniki Opolskiej w Kędzierzynie-Koźlu został zlikwidowany.